# Trema integerrima
Trema integerrima är en hampväxtart som först beskrevs av Pehr Johan Beurling och fick sitt nu gällande namn av Paul Carpenter Standley. 
Trema integerrima ingår i släktet Trema och familjen hampväxter. Inga underarter finns listade i Catalogue of Life.